# Хронология войны в Донбассе (2016)
Данная статья является частью хронологии войны на Донбассе и описывает события, произошедшие в 2016 году.

## 2016 год
13 января Контактная группа по Украине поддержала инициативу Бориса Грызлова о полном прекращении огня с 14 января.
20 января Контактная группа по Украине договорилась о разминировании ключевых объектов в Донбассе до 21 марта. 23 января свою работу начала оценочная миссия ООН по Донбассу.
29 января произошли боестолкновения в районе Авдеевской промзоны. В результате обстрела в Авдеевке было нарушено теплоснабжение, прекратилась подача воды и электричества В результате обстрелов со стороны Ясиноватой имеются потери среди украинских военнослужащих. Президент Украины Порошенко обвинил сепаратистов ДНР в том, что они ведут обстрелы из жилых кварталов Ясиноватой и Донецка.
5 февраля глава ДНР Александр Захарченко заявил, что ВСУ готовят масштабную провокацию против ДНР.
9 февраля представители ВС Украины заявили, что за минувшие сутки было зафиксировано 45 случаев открытия огня по позициям ВСУ. Противник применял крупнокалиберные пулемёты и стрелковое оружие, миномёты калибра 82 мм, а также зенитную установку и БМП. По данным штаба АТО, к вечеру 9 февраля зафиксировано 18 случаев обстрела позиций сил АТО.
10 февраля спикер штаба Антитеррористической операции полковник Андрей Задубинный заявил, что за прошедшие сутки зафиксировано 45 случаев открытия огня. Стрельба велась из гранатомётов различных систем и стрелкового оружия.
На украинском блокпосту возле КПП в Марьинском районе Донецкой области подорвался на мине микроавтобус Volkswagen Transporter. Погибло четыре человека, пострадало трое, в том числе ребёнок.
24 февраля ВСУ окончательно установили контроль над посёлком Широкино.
2 марта Контактная группа по Украине подписала соглашение о разминировании в Донбассе. До 31 марта стороны конфликта должны обеспечить обозначение заминированных районов. В этот же день стороны конфликта договорились полностью прекратить учения с боевой стрельбой на линии соприкосновения.
В первых числах марта обострилась обстановка в районе Ясиноватой. 6 марта под Ясиноватой украинские силовики обстреляли из РПГ, пулемётов, зенитной установки и стрелкового оружия российских представителей в СЦКК (Совместный центр по контролю и координации за прекращением огня) и наблюдателей ОБСЕ. Российских представителей возглавлял генерал-майор Рустам Муратов. В результате обстрела никто не пострадал. 8 марта украинские военные вновь обстреляли позиции сепаратистов ДНР под Ясиноватой. На этот раз под обстрел украинских силовиков попали российские журналисты. В результате обстрела никто не пострадал.
9 марта украинские силовики пытались захватить Ясиноватую, но сепаратисты ДНР сорвали эту попытку. Однако украинские военные сумели захватить нейтральную зону под Ясиноватой. В этот же день в ДНР заявили, что украинские военные частично заняли нейтральную зону в направлении Донецка, Горловки и юга ДНР. По словам официального представителя Минобороны ДНР Эдуарда Басурина, украинские силовики заняли нейтральную зону на мариупольском (южном) направлении в районе населённых пунктов Павлополь, Пищевик, Гнутово, Водяное, была занята нейтральная зона под Ясиноватой, под Горловкой была занята нейтральная зона в районе Широкой Балки и в районе Зайцева.
12 марта Минобороны ДНР заявило, что украинские силовики начали эвакуацию мирного населения Марьинки для подготовки наступления на позиции сепаратистов ДНР. В связи с обострением обстановки ДНР «подтягивает резервы на линию фронта к западу от Донецка».
13 марта украинские силовики обстреляли территорию Донецкой фильтровальной станции. Работа станции, обеспечивающей водой ряд районов Донбасса, была на несколько часов полностью прекращена.
14 марта в посёлке Зайцево под Горловкой под обстрел украинских военных попали корреспонденты ВГТРК, Первого канала, китайского агентства Синьхуа и журналисты ДНР.
15 марта губернатор Луганской области Георгий Тука заявил, что разминирование Луганской области займёт 10 лет. По словам Туки, к разминированию привлечены иностранные специалисты.
16 марта МЧС ЛНР приступило к разминированию в зоне бывшего «дебальцевского котла».
17 марта МИД Украины выразил свою обеспокоенность по поводу обострения ситуации в Донбассе. 18 марта Денис Пушилин заявил, что выполнение «Минска-2» может растянуться на 10—15 лет.
19 марта разведгруппа ВСУ подорвалась на собственном минном поле. Инцидент произошёл в районе Авдеевки, под Донецком.
20 марта в Минобороны ДНР заявили, что украинские военные активно готовятся к городским боям.
21 марта замглавы ОБСЕ Александр Хуг заявил, что ситуация в районе Ясиноватского блокпоста и Донецкой фильтровальной станции стабилизировалась.
С 22 марта ситуация на линии соприкосновения вновь обострилась, так как развернулись локальные бои между ВС ДНР и ВСУ в районе промышленной зоны Авдеевки. Армия ДНР пытается выбить украинских военных с территории Авдеевки, чтобы получить контроль над трассой Е50 Донецк-Горловка и улучшить снабжение собственных войск. Кроме того, стороны продолжают обвинять друг друга во взаимных обстрелах по всей линии соприкосновения.
3 апреля к северу от города Дебальцево сепаратисты нашли братскую могилу, в которой были захоронены 10 украинских военных.
5 апреля пресс-центр ООН привёл данные Всемирной продовольственной программы (ВПП) по Донбассу. Согласно этим данным, в результате конфликта на Украине 1,5 миллиона человек столкнулись с угрозой голода, из них 300 тысяч человек испытывают острую нехватку продовольствия и нуждаются в срочной помощи.
10 апреля Арсений Яценюк объявил о своём уходе в отставку. В ДНР и ЛНР заявили, что за 2 года своего премьерства Яценюк провоцировал войну и ничего не делал для выполнения Минских соглашений.
11 апреля глава ДНР Александр Захарченко опроверг сообщение о том, что украинские силовики якобы заняли район ясиноватского блок-поста и продвинулись на территорию республики. По словам Захарченко, в ответ на обстрелы украинских военных сепаратисты заняли серую зону, в которой располагается Донецкая фильтровальная станция. Также сепаратисты ДНР заняли огороды Авдеевки, которые ВСУ хотели использовать в качестве площадок для размещения своего тяжёлого вооружения.
14 апреля Верховная рада Украины отправила Яценюка в отставку. Новым премьер-министром Украины стал спикер парламента Украины Владимир Гройсман. Новым спикером Верховной рады стал Андрей Парубий. По мнению ДНР и ЛНР, Гройсман и Парубий являются сторонниками продолжения войны в Донбассе. Также в ДНР и ЛНР заявили, что формирование нового кабмина Украины не завершит политический кризис.
27 апреля украинские силовики обстреляли КПП в Еленовке. Шесть человек погибло, более десяти получили ранения.
28 апреля Министерство государственной безопасности (МГБ) ДНР заявило о предотвращении покушения на главу ДНР Александра Захарченко. По данным МГБ ДНР, взрыв должен был произойти в стрелковом корпусе «Артемида» при очередном его посещении главой ДНР. Взрыв должна была устроить группа украинцев, прибывших с подконтрольных Киеву территорий Донецкой области. МГБ ДНР задержало всех подозреваемых и проводит в данное время следственные мероприятия.
29 апреля Контактная группа по Украине договорилась о прекращении огня на Пасху и на майские праздники. Перемирие вступило в силу 30 апреля. В этот же день Порошенко подписал указ о назначении депутата Верховной рады от Блока Петра Порошенко Юрия Гарбуза главой Луганской области. Экс-глава Луганской области Георгий Тука стал заместителем министра по делам временно оккупированных территорий и внутренне перемещённых лиц.
30 апреля сепаратисты ЛНР сбили украинский БПЛА.
3 мая министр обороны ДНР Владимир Кононов заявил, что форма управления войсками в ДНР изменена с системы корпусов на оперативное командование. Для этого было создано оперативное командование под названием «Донецк». Командующим этим соединением стал Денис Синенков.
14 мая в центре Донецка взорвался автомобиль. Один человек (водитель) погиб, двое пострадали.
15 мая съёмочная группа телеканала Россия-1 попала в районе Ясиноватой под миномётный обстрел. В результате обстрела никто не пострадал. ВГТРК выразила благодарность сепаратистам ДНР, которые своими телами прикрывали российских журналистов.
17 мая съёмочная группа телеканала НТВ попала под снайперский огонь в районе ясиноватского блокпоста. Огонь вёлся со стороны украинских военных. Кроме того, по съёмочной группе НТВ стреляли из крупнокалиберных пулемётов. В результате обстрела никто не пострадал.
21 мая украинские силовики сообщили, что из-за обстрелов их позиций в районе Авдеевки они эвакуировали представителей Совместного центра по контролю и координации ситуации в Донбассе. В Минобороны ДНР это заявление опровергли, подчеркнув, что таким образом Киев пытается ускорить введение полицейской миссии ОБСЕ в Донбасс.
22 мая в Донецке прошла акция протеста мирных жителей против бездействия миссии ОБСЕ в Донбассе. Протестующие выступили против введения полицейской миссии ОБСЕ в Донбасс. В этот же день в ДНР заявили о предотвращении «кровавой провокации» со стороны ВСУ у Авдеевки. По словам представителя Минобороны ДНР Эдуарда Басурина, ВСУ хотели применить авиацию при обстреле жилых кварталов, а также с помощью авиации обстрелять свои же позиции, что бы потом обвинить в этом сепаратистов ДНР и Россию. Басурин заявил, что с помощью этой провокации Киев хотел втянуть в вооружённый конфликт в Донбассе вооружённые силы иностранных государств или международные полицейские силы.
28 мая неизвестные обстреляли из автоматических и противотанковых гранатомётов Станицу Луганскую (Станица Луганская находится под контролем украинских военных). В результате обстрела снаряд попал в актовый зал районной государственной администрации, сгорел двухэтажный дом. ВСУ обвинили в обстреле сепаратистов ЛНР. В свою очередь сепаратисты ЛНР заявили, что в обстреле районной администрации виноваты не сепаратисты, а украинские военные, которые нарушили правила обращения с боеприпасами.
29 мая украинские силовики предприняли очередную попытку прорыва в районе города Ясиноватая. Сепаратисты ДНР отбили эту попытку прорыва в районе Ясиноватой.
30 мая Сепаратисты ДНР отбили у украинских военных один километр территории в районе посёлка Зайцево, под Горловкой. В свою очередь украинские военные опровергли информацию о своём отступлении на километр в районе Зайцева.
1 июня помощник генсека ООН Иван Шиманович посетил аэропорт Донецка, контролируемый сепаратистамицами ДНР.
10 июня в центре Донецка десятки тысяч местных жителей провели митинг против размещения вооружённой миссии ОБСЕ в Донбассе.
В ночь на 11 июня украинские силовики предприняли попытку продвинуться на 700 метров вглубь обороны сепаратистов ДНР, под Горловкой. сепаратисты ДНР отбили атаку. Шестеро украинских военных были убиты и 12 ранены.
29 июня украинские силовики пытались прорвать оборону сепаратистов ДНР и ЛНР под Дебальцево. Сначала ВСУ продвинулись на четыре километра вглубь обороны сепаратистов, но потом сепаратисты отбросили украинских военных на четыре километра назад, то есть к их прежним позициям.
11 июля украинские военные пытались прорвать оборону сепаратистов ДНР в районе Донецкого аэропорта. сепаратисты отбили атаку. Три украинских солдата были убиты, семеро солдат были ранены. В этот же день Порошенко встретился с премьер-министром Канады Джастином Трюдо. На этой встрече Порошенко заявил, что якобы Украина выполнила Минские соглашения на 95 %.
11 июля пресс-центр штаба АТО заявил, что в районе посёлка Троицкий Луганской области была задержана «враждебная диверсионно-разведывательная группа численностью до 23 человек». Утверждалось, что «среди пленных есть представители чеченской национальности, все члены НВФ имеют российское гражданство». 12 июля на канале СБУ в YouTube было размещено видео допроса одного из членов группы — уроженца Архангельской области Алексея Седикова, которого впоследствии приговорили к 11 годам тюрьмы.
20 июля в результате взрыва автомобиля погиб украинский тележурналист Павел Шеремет.
6 августа в Луганске было совершено покушение на главу ЛНР Игоря Плотницкого — в тот момент, когда автомобиль главы ЛНР миновал пересечение улиц Карпинского и Ватутина, был взорван радиоуправляемый фугас. В результате покушения Плотницкий получил серьёзные ранения. После взрыва главу ЛНР доставили в одну из больниц Луганска. Плотницкого удачно прооперировали, и уже на следующий день он выступил с аудиообращением к народу ЛНР.
10 августа президент России Владимир Путин на фоне инцидента с задержанием украинских диверсантов в Крыму назвал бессмысленным продолжение переговоров в нормандском формате. Министр иностранных дел России Сергей Лавров заявил: «У нас есть неопровержимые доказательства того, что это была диверсия, которая планировалась давно по линии Главного управления разведки Министерства обороны Украины и имела целью дестабилизацию обстановки в российском Крыму». Владимир Путин отказался от проведения запланированной встречи с Порошенко на полях саммита G20.
18 августа было подписано соглашение между предприятиями Украины и ЛНР по поставкам воды.
26 августа Контактная группа провела очередные переговоры в Минске. По итогам этих переговоров, Контактная группа призвала к бессрочному прекращению огня с 1 сентября.
В течение лета 2016 года наблюдался рост активности взаимообстрелов и локальных боёв, наиболее интенсивной горячей точкой осталась так называемая «Донецкая дуга» Марьинка — Авдеевка — Пески.
1 сентября в силу вступило очередное перемирие. Это перемирие через несколько дней стало нарушаться. 15 сентября в силу вступило очередное перемирие.
11 сентября Главное управление разведки Минобороны Украины сообщило о пленении военнослужащего разведроты 3-й отдельной мотострелковой бригады ВС РФ Дениса Сидорова. Согласно сообщению, оно произошло 9 сентября в посёлке Широкая Балка, пригороде Горловки. Позже в СМИ сообщалось, что Денис Сидоров осуждён на 12 лет строгого режима.
21 сентября Контактная группа по Украине подписала рамочное соглашение о разведении сил на трёх участках линии фронта. Соглашение подписали Леонид Кучма, Борис Грызлов и представитель ОБСЕ Мартин Сайдик. 22 сентября соглашение о разведении сил подписал глава ЛНР Игорь Плотницкий, 23 сентября — глава ДНР Александр Захарченко. Однако в начале октября процесс разведения сил был сорван ещё до его начала.
В конце сентября Игорь Плотницкий заявлял о попытке государственного переворота в ЛНР. Ряд руководителей ЛНР были арестованы по подозрению в причастности к покушению на Плотницкого и попытке захвата власти. 24 сентября один из арестованных, экс-премьер Геннадий Цыпкалов, повесился в камере предварительного заключения.
10 октября на митинг протеста против вооружённой миссии ОБСЕ в Луганске вышли 20 тысяч человек. Митинг прошёл на центральной площади Луганска.
16 октября был убит командир батальона «Спарта» Арсен Павлов («Моторола»). Убийство произошло в лифте дома 121 на улице Челюскинцев в Донецке, где проживал Павлов. Сработало самодельное взрывное устройство, закреплённое на тросе лифта. Моторола в этот момент находился в эпицентре взрыва и получил травмы, несовместимые с жизнью. В связи с гибелью Арсена Павлова в Донецкой Народной Республике был объявлен трёхдневный траур.
18 декабря в Донбассе произошло резкое обострение обстановки. В этот день украинские силовики обстреляли из тяжёлой артиллерии село Калиновку, находящееся под контролем сепаратистов ЛНР. После этого в районе Калиновки атака ВСУ была отбита. 10 украинских солдат погибли, 20 ранено. В ночь на 19 декабря был обстрелян посёлок Логвиново.
19 декабря украинская армия продолжила неудачные атаки на Логвиново и Калиновку. 20 декабря продолжились взаимные обстрелы на дебальцевском направлении.
21 декабря прошли очередные переговоры Контактной группы по Украине. Группа предложила прекратить огонь в Донбассе с 24 декабря. В этот же день в окрестностях Дебальцево снова продолжились ожесточённые бои. Украинская армия не смогла прорваться вперёд. Линия фронта снова осталась неизменной.
21 декабря украинское командование заявило, что в период с 18 по 21 декабря ВСУ отбили у сепаратистов ДНР 1,5 км территории, 2 опорных пункта и часть Светлодарского водохранилища. сепаратисты ДНР опровергли эту информацию.
22 декабря украинские силовики предприняли неудачную атаку на юге Донбасса.
24 декабря в силу вступил очередной «режим тишины». Однако вскоре режим прекращения огня вновь стал нарушаться.